# La Minerve
La Minerve är en kommun i provinsen Québec i Kanada. Den ligger i regionen Laurentides, i den sydöstra delen av landet, 100 km nordost om huvudstaden Ottawa.